# Восмаар, Карель
Карель Восмаар (нидерл. Carel Vosmaer; 20 марта 1826, Гаага – 12 июня 1888, Монтрё, Швейцария) – голландский поэт, прозаик, переводчик, искусствовед, критик искусства (1826-1888).

## Биография
Изучал право в Лейденском университете, получил научную степень в 1851 году, и в течение многих лет работал в судебной системе страны. В 1873 году оставил службу и полностью посвятил себя творчеству.
Пользовался среди своих соотечественников почетной известностью за беллетристические, исторические и критические статьи, появлявшиеся преимущественно в гаагском журнале "Neederlandsche Spectator", за прекрасные оригинальные и переводные стихотворения, между прочим, за весьма точный перевод "Илиады" и "Одиссеи" Гомера, и за исследования в области истории искусства. В особенности замечателен его трактат о жизни и произведениях Рембрандта (изд. в Гааге, в 1869 г.), составивший драгоценный вклад не только в голландскую, но и вообще в европейскую литературу. В этом труде Восмаар исправил многие неточные сведения, повторявшиеся у предшествовавших ему биографов великого живописца, открыл и установил новые факты, относящиеся до его жизни и деятельности, и представил подробный хронологический перечень всех известных его произведений. 
Писал под псевдонимом Фланор.